# Нес (Бускеруд)
Нес (норв. Nes i Buskerud) — коммуна в губернии Бускеруд в Норвегии. Административный центр коммуны — город Несбюэн. Официальный язык коммуны — букмол. Население коммуны на 2007 год составляло 3459 чел. Площадь коммуны Нес — 809,63 км², код-идентификатор — 0616.

## История населения коммуны
Население коммуны за последние 60 лет.

Статистика коммуны Нес